# Perro fino Colombiano
O  Fino também chamado  sabujo Tinajero em Santander, Chapolo em a Costa do Caribe, Bramador em Antioquia e Aullador em outras partes do país, é um tipo de cão que foi ajustado pela seleção funcional ao longo dos anos em Colombia.

## Aparência geral
O cão Fino é um cão belo, cão de caça uivador com cheiro bom, e muito boa voz, corpo retangular e de médio porte, com uma altura na cernelha que varia entre 45 e 55 centímetros. olhos amendoados, orelhas longas e mordedura em tesoura. Sua pele é geralmente solto e regularmente tem guelras, a cauda é longa como zibelina que dilui quando alcança a ponta.

## Temperamento/ Comportamento
É um cão nobre, de caráter doce e despreocupado, paciente, confiando de estranhos e caçador apaixonado, não é um cão de apartamento.